# Раматас-Лиелэзерс
Ра́матас-Лиелэзерс (Лиел-Эзерс, Раматас-Лиелезерс; устар. Рейкюль; латыш. Ramatas Lielezers, Lielezers, Reikaļu ezers) — дистрофное озеро на севере Латвии возле границы с Эстонией. Располагается на территории Раматской волости Мазсалацского края. Относится к бассейну Салацы.
Озеро Раматас-Лиелэзерс находится на высоте 59 м над уровнем моря в верховом болоте Саклаура. Длина озера — 1,92 км, максимальная ширина — 1,14 км. Площадь водной поверхности — 162 га (по другим данным — 154 га). Наибольшая глубина — 3,4 м, средняя — 2,3 м. Берега торфянистые, труднодоступны. В восточной части озера есть маленький островок площадью 0,07 га. Площадь водосборного бассейна озера равняется 2,5 км². Через канаву Эзергравис, подведенную к озеру с юго-восточной стороны, осуществляется сток в среднее течение реки Кишупе.